# تمدن زاگرس رافدین

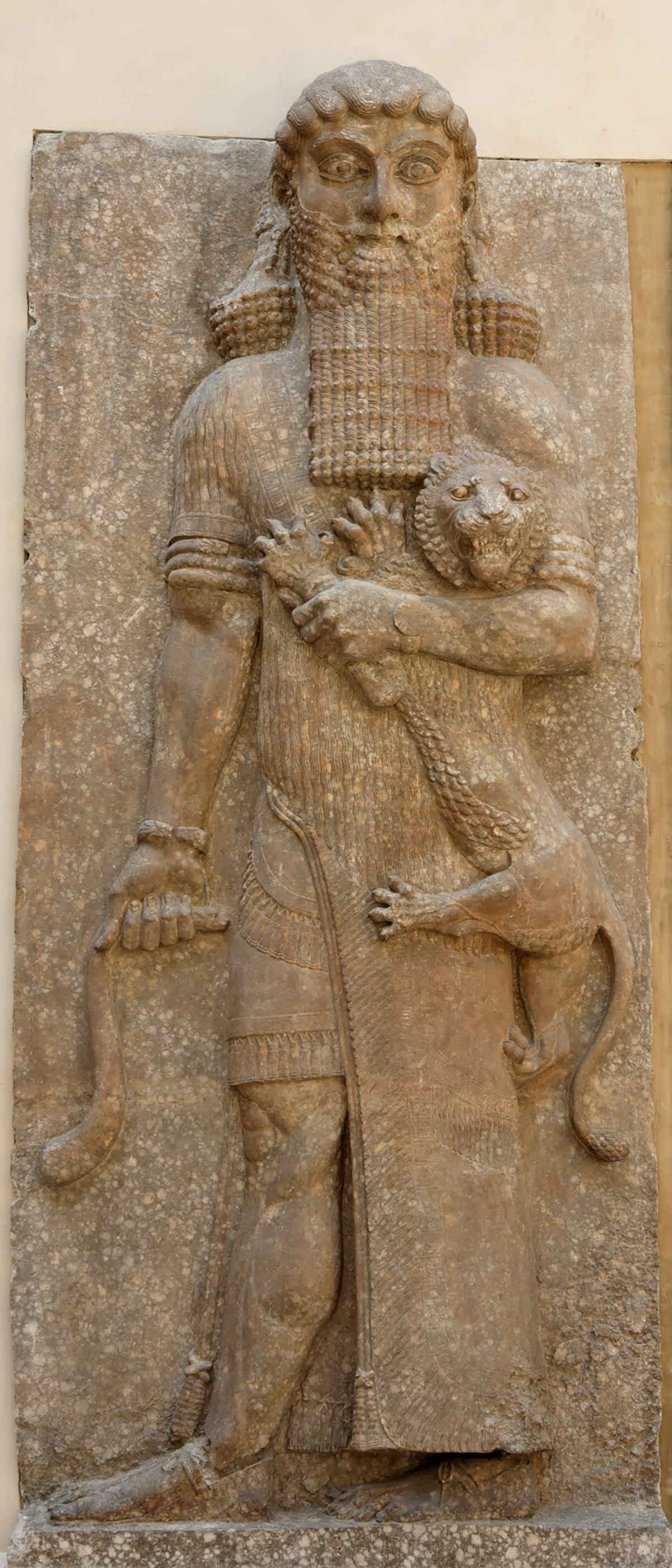
مجسمه ای از گلگمیش

تمدن زاگرس رافدین به تمدن جغرافیای رشته کوه زاگرس و دامنه‌های آن از جمله دشت و دامنه آن منتهی به رودهای کارون، دجله و فرات گفته می‌شود. این جغرافیا زادگاه تمدنهای نخستین است انسانها در حدود ۴۰ هزار سال قبل در دره‌های این کوهستان بتدریج از زندگی شکارچی به دشتها آمده و زندگی کشاورزی و یکجانشینی را شروع کردند و در فصل سرما و گرما بین دشت و کوه مهاجرت فصلی داشتند حوزه تمدن زاگرس رافدین در آن زمان پوشیده از جنگل و دارای انواع متنوع حیوانات همانند جنگلهای امروزی در آفریقا بودند.
آنچه تمدن بین‌النهرین یا تمدن رافدین یا تمدن زاگرس نامیده می‌شود در واقع یک مجموعه به هم پیوسته‌است و مناسب است تمدن زاگرس رافدین خوانده شود. زاگرس خاستگاه اساطیر کهن - رب النوع ها- ایزدها و اله‌ها است که از جمله آنها می‌توان به اسطوره گیلگمش اشاره کرد.

زاگرس و دشتهای دو سوی آن

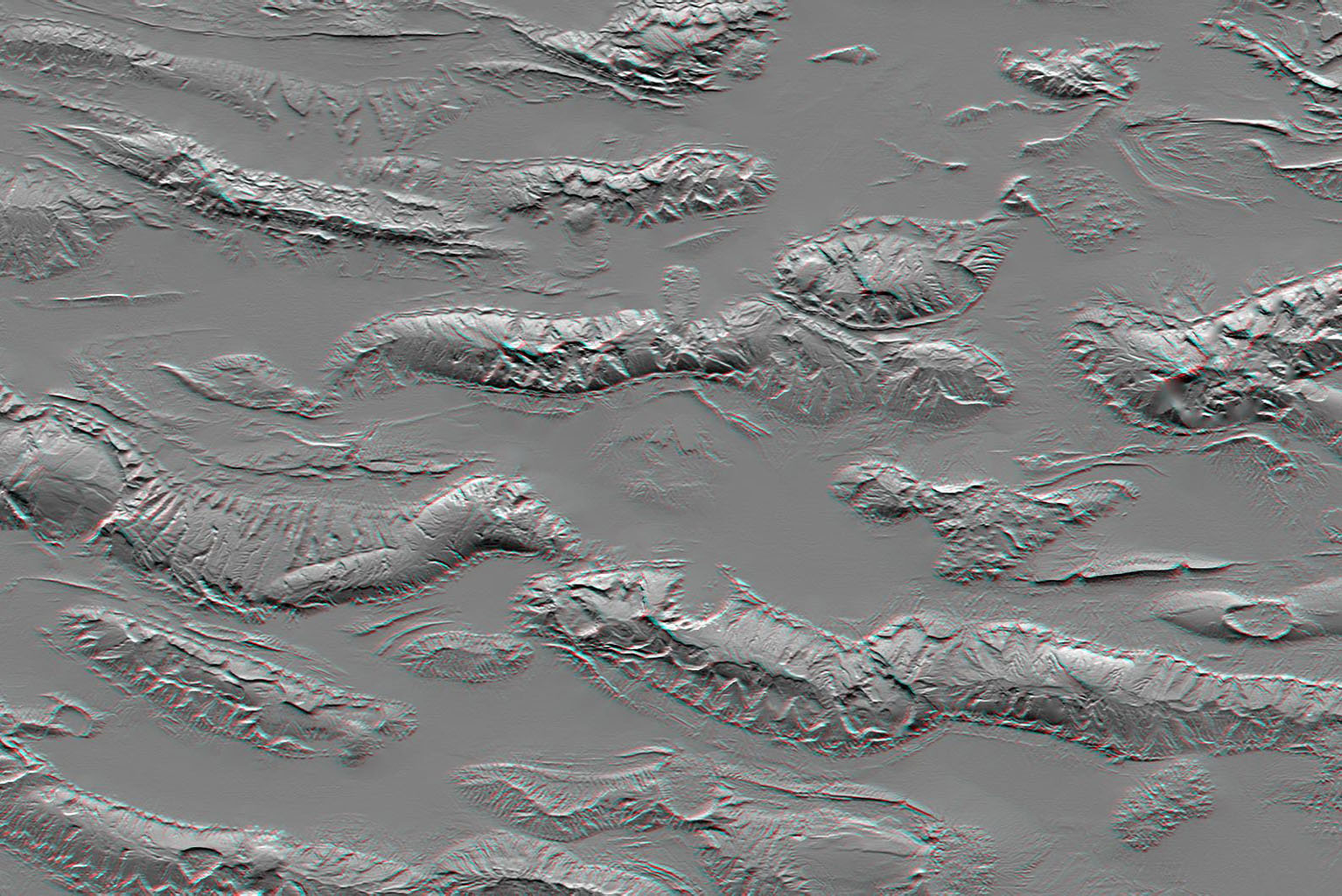
مکان‌نگاری شاتل رادار از کوه‌های زاگرس

## زمین‌شناسی

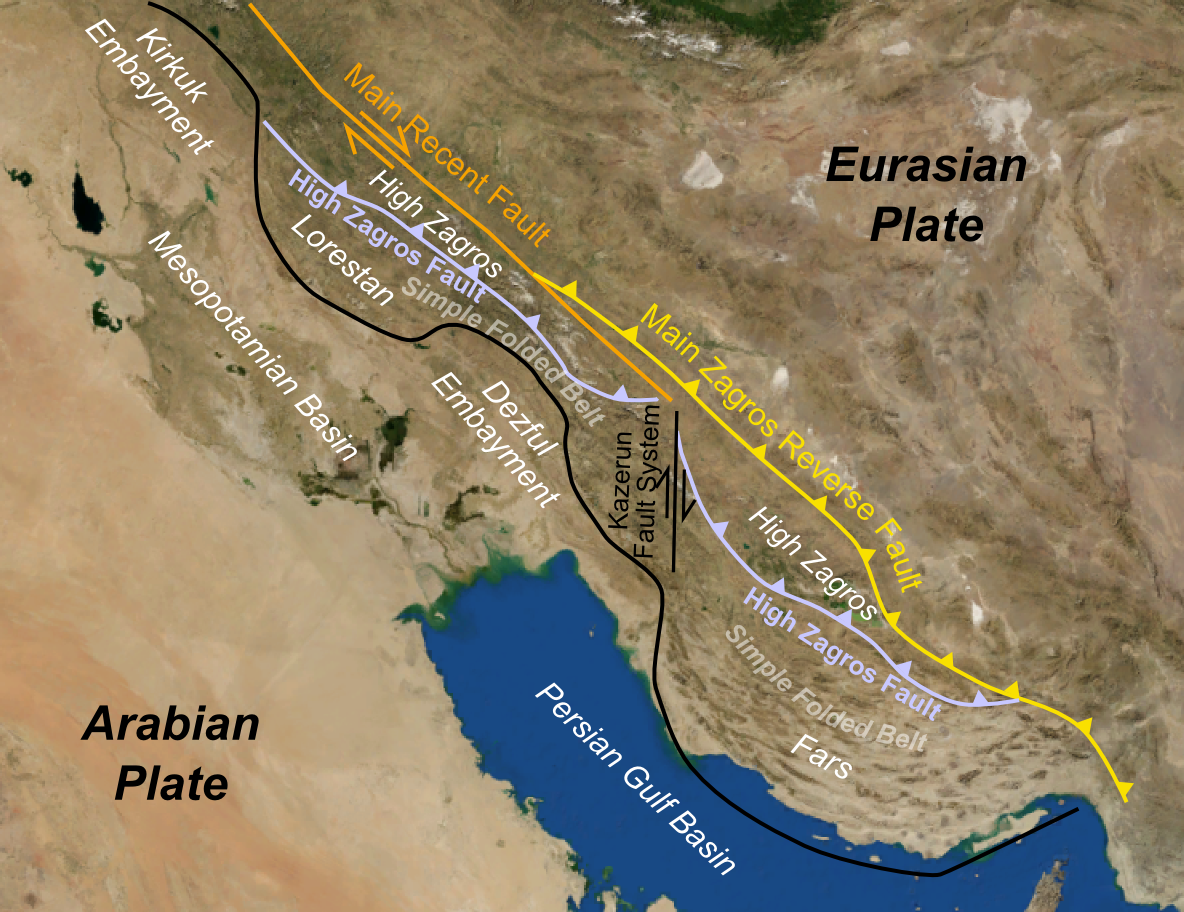
گسل‌های کمربند چین‌خورده -رانده زاگرس گسل جوان زاگرس (نارنجی) راندگی اصلی زاگرس (زرد) گسل زاگرس بلند (آبی)

کمربند چین‌خورده و رانده زاگرس یک کمربند طولانی حدوداً ۱۸۰۰ کیلومتری (۱۱۰۰ مایل) از سنگهای پوسته‌ای تغییر شکل یافته‌است که در جبهه برخوردی بین صفحات عربی و اوراسیا تشکیل شده‌است.
رشته کوه‌های زاگرس حاصل یک فعالیت تکتونیکی یعنی برخورد دو صفحه تکتونیکی اوراسیا و عربستان هستند. این چین خوردگی متوقف نشده و دگرگونی زمین در غرب ایران و منطقه زاگرس همچنان ادامه دارد. چین خوردگی‌های متعدد و وجود گنبدهای نمکی فراوان، زاگرس را به منطقه‌ای نفت خیز تبدیل کرده‌است.
از نظر زمین‌شناسی، زاگرس به دو یا سه بخش مجزا قابل تفکیک است: زاگرس شمالی، زاگرس میانی و زاگرس جنوبی. تفاوت زاگرس شمالی و جنوبی در نوع چین خوردگی‌ها و نیز در نحوهٔ قرارگیری چین‌ها بر روی گنبدهای نمکی است.

## کوه‌ها

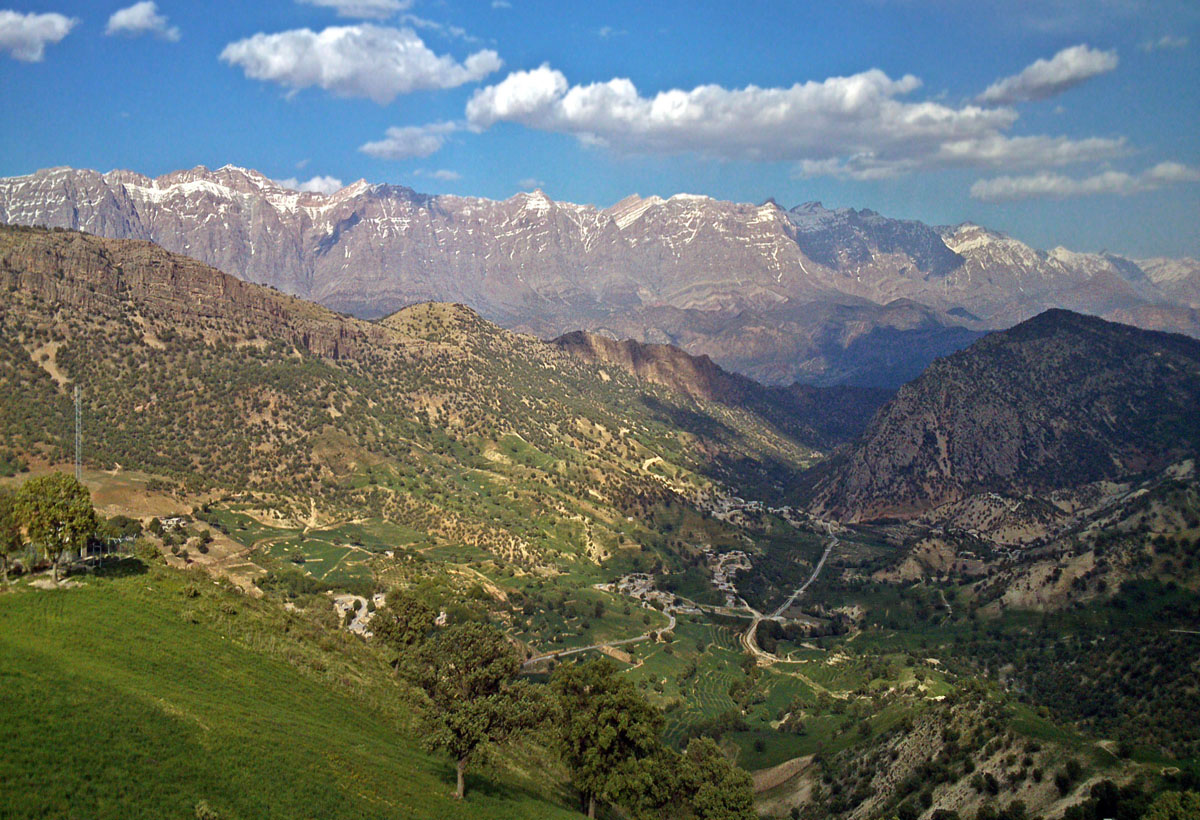
دنا، کهگیلویه و بویراحمد

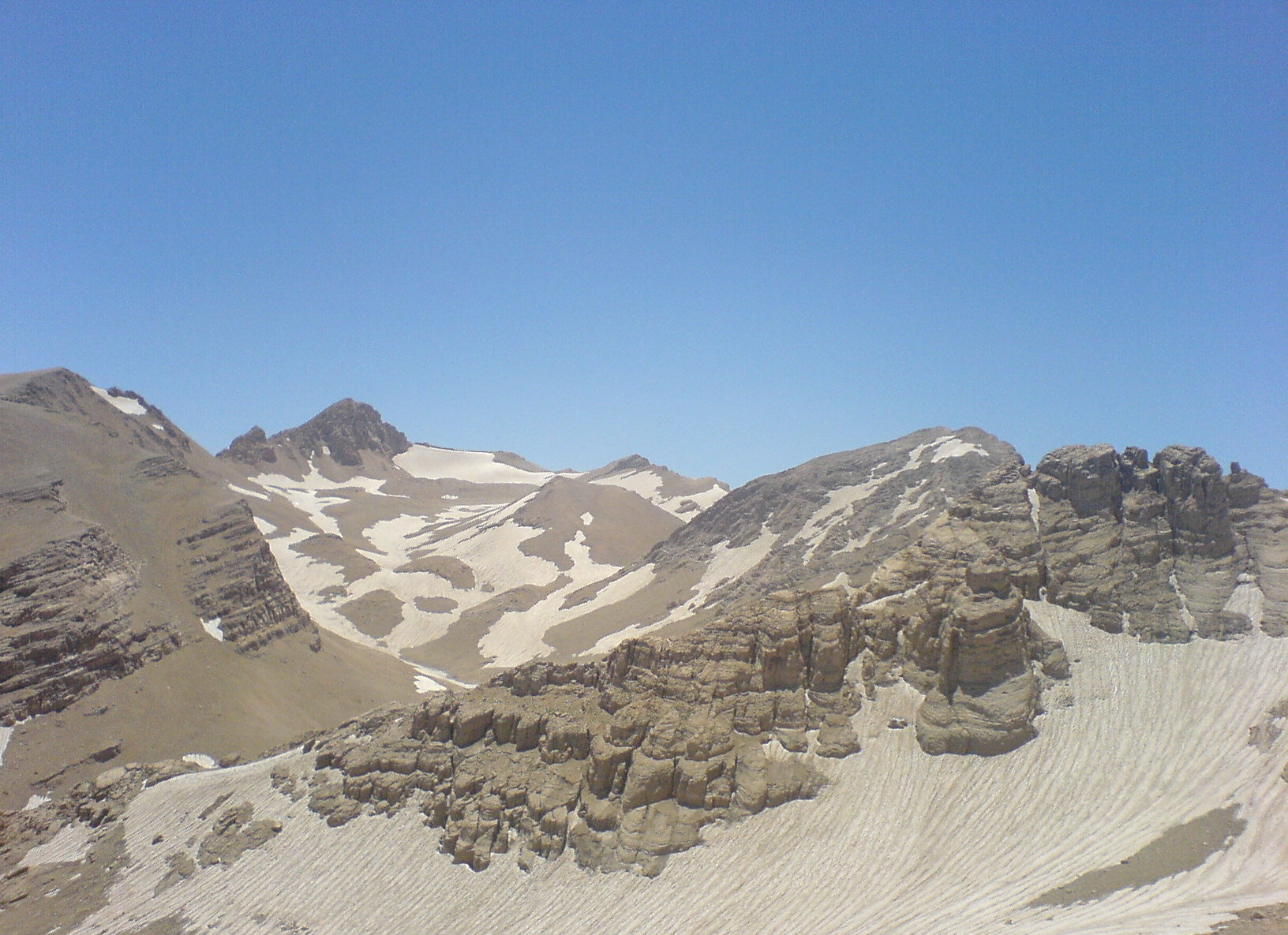
زردکوه، چهارمحال و بختیاری

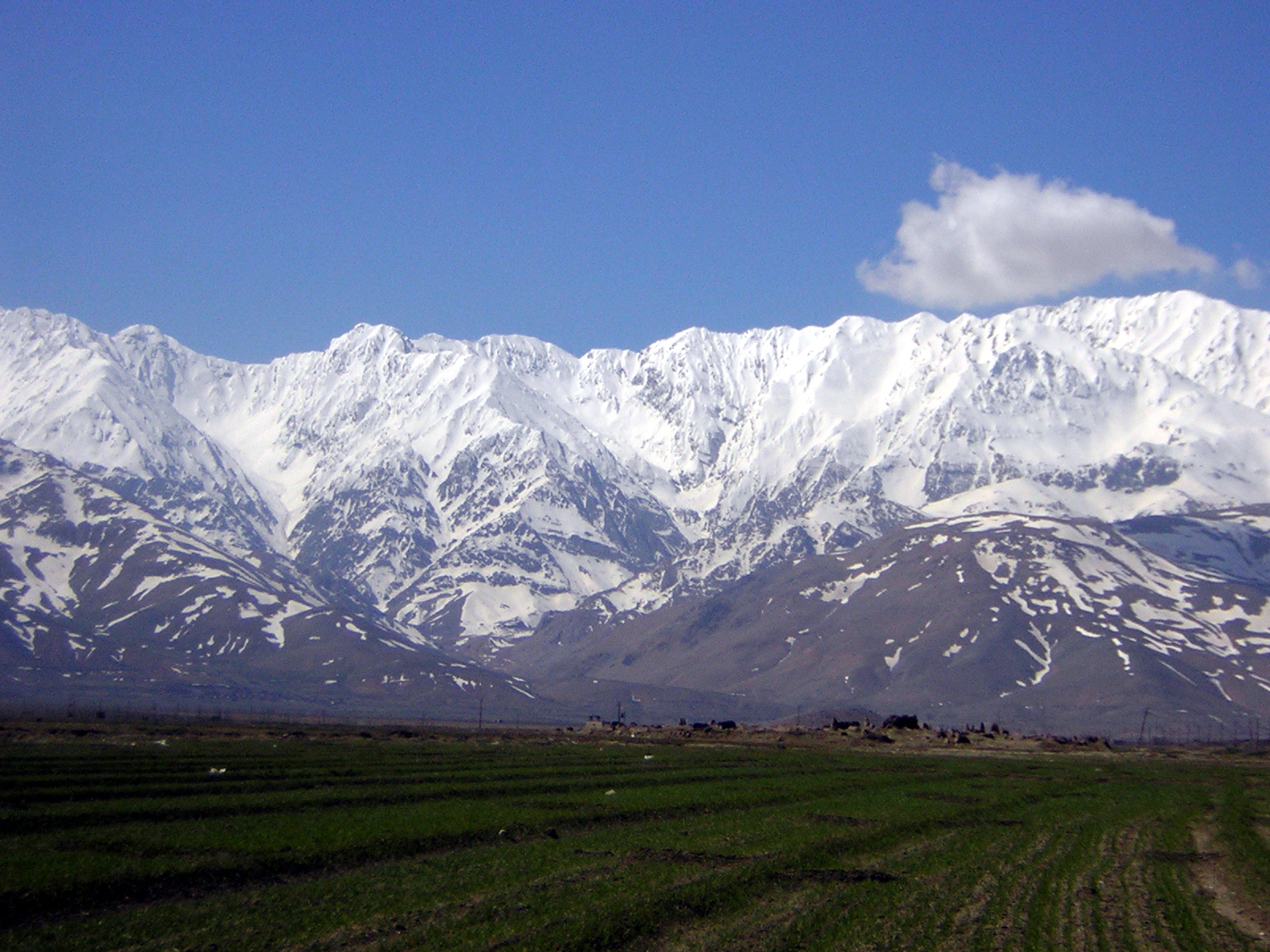
اشترانکوه، لرستان

قالی کوه، لرستان

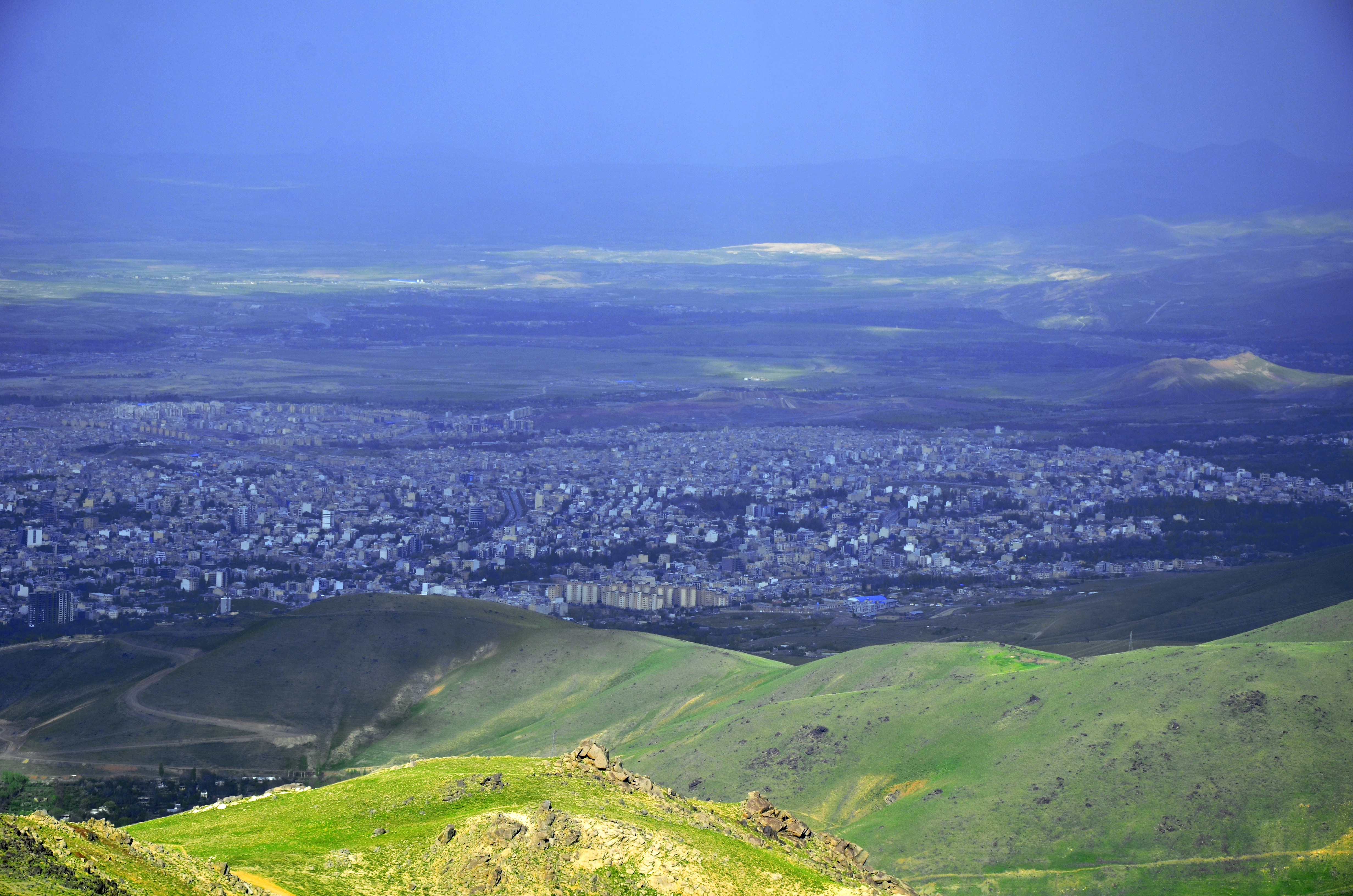
دورنمای شهر همدان از قلهٔ الوند قله ای در شمال غرب زاگرس

بلندترین قله‌های این رشته کوه به ترتیب، دنا (۴۴۰۹ متر) بلندترین قله زاگرس جنوبی، زردکوه بختیاری (۴۲۲۱ متر) بلندترین قله زاگرس مرکزی، اشترانکوه (۴۱۰۰ متر) بلندترین قله زاگرس شمالی، قالی کوه (۴۱۰۰ متر)، بل (۳۹۴۳ متر) و کینو (۳۷۱۰ متر) هستند.

## سالشمار رویداهای تمدن زاگرس رافدین
1. ۴۰ هزار سال پیش انسانها بین دشتهای اطراف و کوه‌ها و غارهای زاگرس برای شکار در تابستان و زمستان کوچ منظم زمستانی و تابستانی داشتند.
2. ۵ تا ۷ هزار سال پیش کشاورزی در دشتها و دامنه زاگرس و رودخانه‌های اطراف رونق می‌گیرد.
3. در سال ۵۳۹ پیش از میلاد، میانرودان توسط کوروش بزرگ فتح شد و سپس توسط شاهنشاهی هخامنشی (۵۳۹–۳۳۲ پیش از میلاد) اداره شد. پارس‌ها فرهنگ بومی، مذهب، مردمان آشور و بابل را حفظ کردند و در آن دخالت نکردند. در این دوره زبان سریانی و خط سریانی در آشور تکامل یافت و قرن‌ها بعد وسیله‌ای برای گسترش مسیحیت سریانی در شرق نزدیک شد.
4. در سال ۱۴۱ پیش از میلاد مهرداد یکم وارد رافدین شده و شهر سلوکیه را آزاد می‌نماید.[۵]
5. ۱۱۵ میلادی: اشغال آشوریه، رافدین و تیسفون توسط تراژان.[۵]
6. ۱۱۷ میلادی: مرگ تراژان. عقب‌نشینی هادریانوس از ارمنستان و رافدین.[۵]
7. ۲۸۳ میلادی: کاروس امپراتور روم رافدین (بین‌النهرین) را فتح می‌کند اما سپاهیانش پس از مرگ او بلافاصله آن سرزمین را ترک می‌کنند.[۵]
8. ۲۹۷ میلادی: گالریوس نِرسه را شکست می‌دهد. بنا بر پیمان‌نامه نصیبین نِرسه از ارمنستان و رافدین عقب‌نشینی می‌کند.[۵] (تاریخ ارمنستان)